# Raúl Kamffer
Raúl Kamffer Cardoso (Ciutat de Mèxic, 16 d'abril de 1929 - Ibidem, 19 de maig de 1987) va ser un cineasta mexicà. Per la seva pel·lícula Ora sí ¡tenemos que ganar! (1981), Kamffer va guanyar el premi Ariel a la millor direcció i a la millor pel·lícula.

## Biografia
Va estudiar un any d'Arquitectura en el Tecnològic de Monterrey (ITESM), un any de Biologia a l'Instituto Politécnico Nacional (IPN), un any de Teatre en la Facultat de Filosofia i Lletres de la Universitat Nacional Autònoma de Mèxic (UNAM) i un any de Psicologia en la mateixa UNAM. Finalment es va traslladar a Itàlia on va estudiar cinema al Centre Experimental de Cinematografia de Roma.
A Mèxic, va ser membre de la primera generació del Centro Universitario de Estudios Cinematográficos (ara coneguda com Escuela Nacional de Artes Cinematográficas). A més, es va exercir com a antiquari, expert en antiguitats de l'art mexicà i africà, restaurador, col·leccionista, joier, assistent i director de teatre; així com realitzador, productor, actor, camerògraf, sonidista i guionista cinematogràfic.
En 1952 incursionó com a director de l'obra de teatre Nuevo día d'Olga Harmony. Més tard va dirigir la seva obra Don Juan, ¿Durmió solo alguna noche?, estrenada s la Casa del Lago el 1966.
La seva relació amb el cinema va ser molt àmplia i no es va limitar al guionatrge. Un dels seus primers treballs va ser com a camerògraf de la pel·lícula El Grito (1969), de Leobardo López Arretche, que aborda els esdeveniments més importants del moviment estudiantil popular de 1968, filmat pels estudiants del CUEC”.

## Filmografia
| Any  | Pel·lícula                             | Director | Productor | Escriptor | Notes |
| ---- | -------------------------------------- | -------- | --------- | --------- | --- |
| 1967 | Preparatoria 100 años                  | Sí       |           | Sí        | Curtmetratge                                                                                                   |
| 1968 | Fiesta de Muertos                      | Sí       |           |           | Documental |
| 1968 | Mural Efimero                          | Sí       |           |           | Curtmetratge                                                                                                   |
| 1969 | Ana y Diana                            | Sí       | Sí        |           | Curtmetratge                                                                                                   |
| 1969 | Mictlan o La Casa de los Que Ya No Son | Sí       | Sí        |           | 23è Festival Internacional de Cinema de Canes (fora de competició)                                             |
| 1970 | El Juego de Zuzanka                    | Sí       |           |           | |
| 1971 | Semana Santa entre Los Coras           |          | Sí        |           | Documental |
| 1975 | Energíamex                             | Sí       |           | Sí        | Curtmetratge                                                                                                   |
| 1976 | El Perro y la Calentura                | Sí       |           | Sí        | |
| 1979 | Parto Solar 5                          | Sí       | Sí        | Sí        | |
| 1981 | Ora sí ¡tenemos que ganar!             | Sí       |           | Sí        | - Premi Ariel a la millor pel·lícula - Premi Ariel a la millor direcció - Nominat - Premi Ariel al millor guió |